# Ко је код Које
Ко је код Које је српска телевизијска емисија која се емитовала на првом каналу Радио-телевизије Србије од 22. марта 2015. недељом у 21:00 сата.

## Ток емисије
Креатори серијала "Ко је код Које" програм описују као повратак правој телевизији, кроз садржаје за целу породицу, са много хумора, квалитетном музиком и врхунским извођачима. 
Серијал чини дванаест епизода, од којих свака има доминантну тему : "Деца глумци", "Шлагери", "Аутомобилизам", "Путовања у Трст", "Каубојци", "Радне акције", "Фудбалери", "Кошаркаши"...
По речима Небојше Ромчевића, ова серија је "Сећање на општу наивност, лежернији начин живота, из времена када су новине, које данас сматрамо смешним, биле револуционарне. Ипак, гледаоци не би требало да очекују идеализацију и носталгију. Нас је занимало да се насмејемо особинама нашег човека али је главна идеја била да подсетимо гледаоце на чињеницу да је данашњица настала -у јучерашњици."
Глумцима ће у томе помагати велике регионалне звезде из света спорта, музике, културе итд.

## Гости
| Бр. епизоде | Датум емитовања | Назив епизоде     | Гости |
| ----------- | --------------- | ----------------- | --- |
| 1           | 22. март 2015.  | Путовања у Трст   | Дара Џокић, Јелена Розга, Владо Георгиев, Сара Јовановић                                                             |
| 2           | 12. април 2015. | Деца глумци       | Бранка Катић, Славко Штимац, Дубравка Мијатовић, Мари Мари                                                           |
| 3           | 19. април 2015. | Народњаци         | Сергеј Трифуновић, Дејан Петровић, Скај Виклер, Јелена Томашевић                                                     |
| 4           | 26. април 2015. | Велика четворка   | Ивица Шурјак, Саво Милошевић, Виктор Савић, Нина Бадрић                                                              |
| 5           | 3. мај 2015.    | Празници          | Петар Божовић, Горица Поповић, Тијана Дапчевић, Александра Радовић                                                   |
| 6           | 10. мај 2015.   | Музички фестивали | Сања Долежал, Романа Панић, Никола Ђуричко, Никола Роквић                                                            |
| 7           | 24. мај 2015.   | Кошаркаши         | Дејан Томашевић, Петар Грашо, Емина Јаховић, Каролина Гочева                                                         |
| 8           | 31. мај 2015.   | Радне акције      | Неда Арнерић, Бранкица Себастијановић, Ђуле Ван Гог, Бане Трифуновић, Наташа Миљковић, Маја Николић, Славко Белеслин |
| 9           | 7. јун 2015.    | Automobili        | Дадо Топић, Мирка Васиљевић, Тамара Драгичевић, Мирко Алвировић, Душан Борковић                                      |
| 10          | 14. јун 2015.   | Каубојци          | Драгана Косјерина, Јелена Јовичић, Милорад Мандић Манда, Сергеј Ћетковић                                             |
| 11          | 21. јун 2015.   | Празници          | Весна Чипчић, Петар Стругар, Саша Ковачевић, Невена Божовић, Никола Булатовић                                        |
| 12          | 28. јун 2015.   | Шлагери           | Тереза Кесовија, Феђа Стојановић, Лео Мартин, Жељко Васић, Слобода Мићаловић                                         |

## Улоге
| Глумац            | Улога |
| ----------------- | ----- |
| Никола Којо       |       |
| Весна Тривалић    |       |
| Христина Поповић  |       |
| Милош Самолов     |       |
| Драгана Мићаловић |       |
| Александар Седлар |       |